# 울리차 스타로카찰롭스카야역
울리차 스타로카찰롭스카야 역(러시아어: Улица Старокачаловская)은 모스크바 지하철 부톱스카야 선의 역이다. 2003년 12월 27일에 개장했다. 역명은 스타로카찰로프 거리의 이름을 따서 지어졌다.

## 구조
울리차 스타로카찰롭스카야 역은 철골 콘크리트와 반짝반짝 빛나는 유리로 만든 대리석으로, 다음 열차를 기다리는 승객들을 위해 벤치 위에 작은 알코브가 걸려 있다. 승강장은 폭 4.5m(14ft)에 유효 길이 102m(334ft)로 모스크바 지하철 지하 역사 전체에서 가장 짧은 플랫폼을 보유하고 있다. 또한, 북쪽으로 연장되기 전에는 부톱스카야 선의 유일한 지하역이었다.

## 디자인
울리차 스타로카찰롭스카야 역의 설계는 불바르 드미트리야 돈스코보 역의 설계와 유사하도록 설계되었다. 불바르 드미트리야 돈스코보 역의 밝은 회색과 암록색 대리석은 서쪽 플랫폼을 장식하고, 밝은 회색과 주황색 대리석은 동쪽 플랫폼의 벽을 비스듬히 장식한 형태이다. 벽은 대리석과 분홍색 화강암으로 만들어졌다. 조명을 비추는 스콘은 구형 디자인의 발광 등이다. 불바르 드미트리야 돈스코보 역은 세르푸홉스코 티미랴젭스카야 선의 남쪽 종착역이다.

## 환승
울리차 스타로카찰롭스카야 역에서는 세르푸홉스코 티미랴젭스카야 선의 불바르 드미트리야 돈스코보 역으로 갈아탈 수 있다.

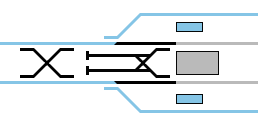
울리차 스타로카찰롭스카야 역(연파랑색)과 불바르 드미트리야 돈스코보 역(회색)의 배선도